# Combera minima
Combera minima là loài thực vật có hoa trong họ Cà. Loài này được Sandwith mô tả khoa học đầu tiên năm 1939.